# Svetozar Miletić (Sombor)

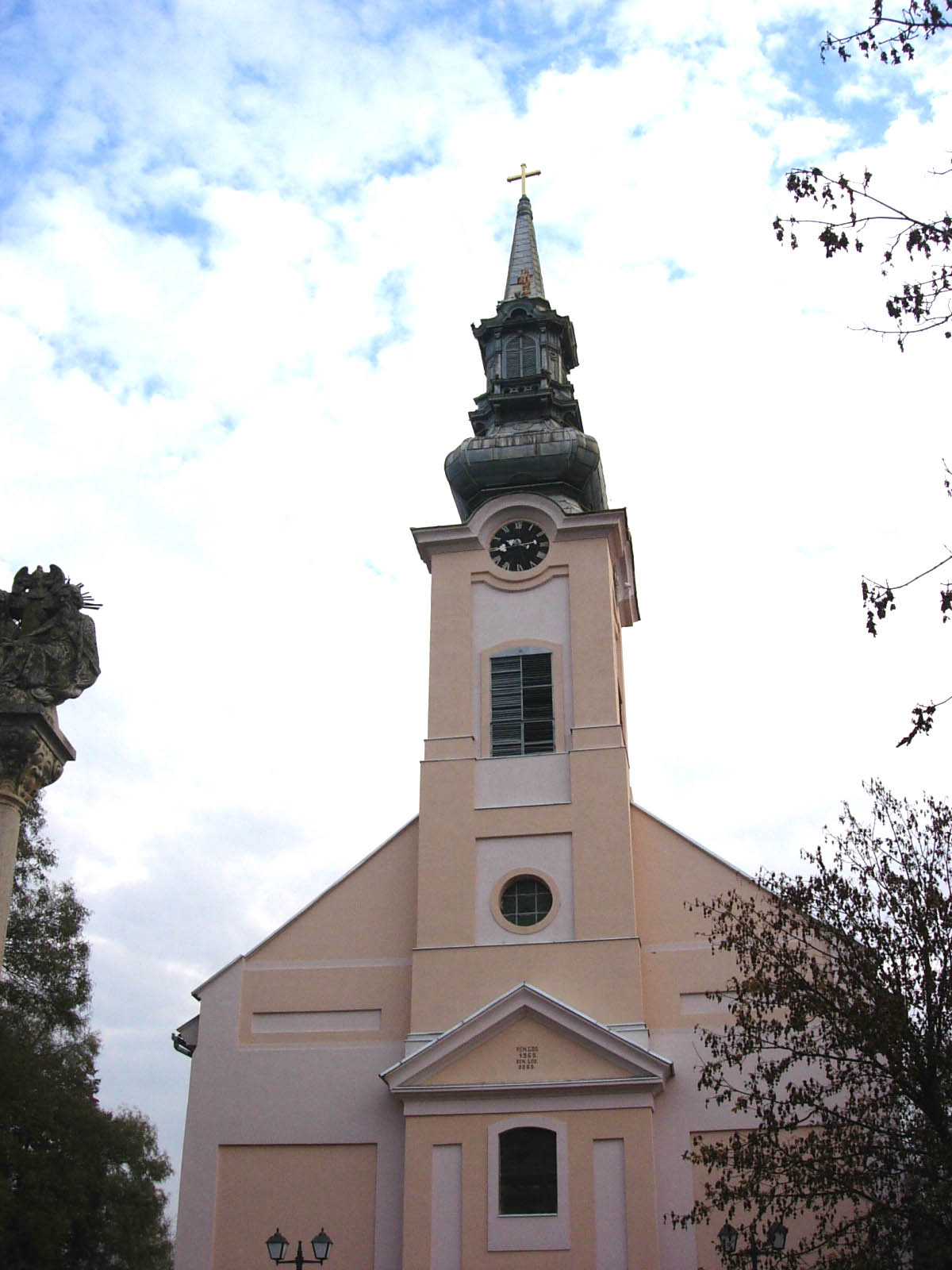
Die Römisch-katholische Kirche

Svetozar Miletić (serbisch-kyrillisch Светозар Милетић, kroatisch Lemeš, ungarisch Nemesmillitics, deutsch Berauersheim) ist ein Dorf in der autonomen Provinz Vojvodina in Serbien mit 3.169 Einwohnern (Volkszählung von 2002). Das Dorf gehört administrativ zur Gemeinde Sombor.

## Ethnien
Zusammensetzung der Bevölkerung nach ethnischer Zugehörigkeit laut der Volkszählung von 2002:
| Ungarn      | 1455 | 45,91 % |
| Kroaten     | 581  | 18,33 % |
| Serben      | 549  | 17,32 % |
| Bunjewatzen | 217  | 6,85 %  |
| Jugoslawen  | 149  | 4,70 %  |
| Andere      |      |         |

## Persönlichkeiten
- Gaja Alaga (1924–1988), Physiker
- Mirko Vidaković (1924–2002), Botaniker